# Spodolepis demorsaria
Spodolepis demorsaria är en fjärilsart som beskrevs av John Kern Strecker 1899. Spodolepis demorsaria ingår i släktet Spodolepis och familjen mätare. Inga underarter finns listade i Catalogue of Life.